# Roger Tivoli
Roger Tivoli est un footballeur français né le 30 mai 1935 à Marseille. Il évoluait au poste d'attaquant.

## Carrière
Il fait ses débuts en Division 1 avec l'Olympique de Marseille en 1952. Entre cette date et 1957, il joue 11 matchs en championnat avec l'équipe première. Son premier match professionnel oppose son club au CO Roubaix-Tourcoing le 17 mai 1953.
En 1957, il est transféré au RC Strasbourg, alors en Division 2, et participe à sa remontée en Division 1. Il reste trois saisons dans le club alsacien.
En 1960-1961, il évolue en Division 2 au Lille OSC. Il termine sa carrière à l'OM, où il joue encore 7 matchs de Division 2.
Au total, Roger Tivoli dispute 74 matchs en Division 1 et 50 matchs en Division 2.

## Statistiques
| Saison                | Club                   | Championnat           | Championnat | Championnat | Coupe(s) nationale(s) | Coupe(s) nationale(s) | Total | Total |
| Saison                | Club                   | Division              | M.          | B.          | M.                    | B.                    | M.    | B.    |
| 1952-1953             | Olympique de Marseille | Division 1            | 1           | 0           | -                     | -                     | 1     | 0     |
| 1953-1954             | Olympique de Marseille | Division 1            | 0           | 0           | -                     | -                     | 0     | 0     |
| 1954-1955             | Olympique de Marseille | Division 1            | 1           | 0           | -                     | -                     | 1     | 0     |
| 1955-1956             | Olympique de Marseille | Division 2            | 7           | 0           | 1                     | 0                     | 8     | 0     |
| 1956-1957             | Olympique de Marseille | Division 1            | 2           | 0           | -                     | -                     | 2     | 0     |
| 1957-1958             | RC Strasbourg          | Division 2            | 13          | 3           | -                     | -                     | 13    | 3     |
| 1958-1959             | RC Strasbourg          | Division 1            | 35          | 10          | 1                     | 1                     | 36    | 11    |
| 1959-1960             | RC Strasbourg          | Division 1            | 28          | 7           | 4                     | 2                     | 32    | 9     |
| 1960-1961             | Lille OSC              | Division 2            | 30          | 8           | 3                     | 0                     | 33    | 8     |
| 1961-1962             | Olympique de Marseille | Division 2            | 7           | 4           | 2                     | 0                     | 9     | 4     |
| Total sur la carrière | Total sur la carrière  | Total sur la carrière | 124         | 32          | 11                    | 3                     | 135   | 35    |